# Frederick Sheffield
Frederick Sheffield   (Nova York, 26 de febrer de 1902 - Wilton, 8 de maig de 1971) fou un remer estatunidenc que va competir durant la dècada de 1920.
El 1924 va prendre part en els Jocs Olímpics de París, on guanyà la medalla d'or en la prova del vuit amb timoner del programa de rem.